# Idelberg
Idelberg é um município localizada no distrito de Altenkirchen, na associação municipal de Verbandsgemeinde Altenkirchen, no estado da Renânia-Palatinado.

## População
| - 1815 – 41 - 1835 – 57 - 1871 – 66 - 1905 – 68 - 1939 – 60 - 1950 – 79 | - 1961 – 53 - 1965 – 65 - 1970 – 61 - 1975 – 59 - 1980 – 62 - 1985 – 63 | - 1987 – 51 - 1990 – 55 - 1995 – 59 - 2000 – 53 - 2005 – 52 |